# Gran Premio Industria e Artigianato 1993
Il Gran Premio Industria e Artigianato 1993, ventisettesima edizione della corsa e diciassettesima con questa denominazione, si svolse il 1º maggio su un percorso di 210 km, con partenza e arrivo a Larciano. Fu vinto dall'italiano Marco Saligari della Ariostea davanti al lettone Piotr Ugrumov e all'italiano Maurizio Molinari.

## Ordine d'arrivo (Top 10)
| Pos. | Corridore         | Squadra                          | Tempo    |
| ---- | ----------------- | -------------------------------- | -------- |
| 1    | Marco Saligari    | Ariostea                         | 5h24'00" |
| 2    | Piotr Ugrumov     | Mecair-Ballan                    |          |
| 3    | Maurizio Molinari | Amore & Vita-Galatron            |          |
| 4    | Stefano Colagè    | ZG Mobili-Bottecchia             |          |
| 5    | Adri Van Der Poel | Mercatone Uno-Medeghini-Zucchini |          |
| 6    | Marco Pantani     | Carrera Jeans-Tassoni            |          |
| 7    | Michele Bartoli   | Mercatone Uno-Medeghini-Zucchini |          |
| 8    | Michele Moro      | ZG Mobili-Bottecchia             |          |
| 9    | Ivan Gotti        | Gatorade-Bianchi                 |          |
| 10   | Paolo Botarelli   | Jolly Componibili-Club 88        |          |